# ایرانیان فیلیپین
ایرانیان در فیلیپین جمعیتی بالغ بر هزاران نفر را در فیلیپین تشکیل می‌دهند. بسیاری از دانشجویان بین‌المللی ایرانی در این به علت هزینه تحصیل پایین و استفاده از زبان انگلیسی برای آموزش زندگی می‌کنند. با توجه به آمار و ارقام سرشماری سال ۲۰۰۰ فیلیپین، ایرانیان یازدهمین جمعیت بزرگ خارجی ساکن فیلیپین هستند.

## یادداشت
1. ↑  Population by country of citizenship, sex, and urban/rural residence; each census, 1985–2004, United Nations Statistics Division, 2005, retrieved 2011-06-15
2. ↑  Behind 115,558 Britons, 111,647 Bahrainis, 87,446 Americans, 61,700 Chinese, 43,871 Indonesians, 34,955 Indians, 18,172 Australians, 13,907 Angolans, 11,835 Japanese, and 10,708 Brazilians. However, the census figures did not specify any nationality at all for roughly two-thirds (2,608,896) of the recorded 3,912,119 aliens.